# Kračúnovce
Kračúnovce este o comună slovacă, aflată în districtul Svidník din regiunea Prešov. Localitatea se află la altitudinea de 183 m deasupra n.m., se întinde pe o suprafață de 8,25 km2 și în 2017 număra 1.232 de locuitori.

## Istoric
Localitatea Kračúnovce este atestată documentar din 1347.

## Demografie
| An:                | 1994 | 2004   | 2014   | 2024   |
| ------------------ | ---- | ------ | ------ | ------ |
| Număr de persoane: | 1024 | 1123   | 1206   | 1273   |
| Diferență:         |      | +9,66% | +7,39% | +5,55% |

| An:                | 2023 | 2024   |
| ------------------ | ---- | ------ |
| Număr de persoane: | 1271 | 1273   |
| Diferență:         |      | +0,15% |